# 父を探して
『父を探して』（ちちをさがして、ポルトガル語: O Menino e o Mundo）は、アレ・アブレウが脚本と監督を務めた2013年のブラジルのアニメーション冒険映画。本作は第88回アカデミー賞長編アニメ映画賞にノミネートされた。